# Нандзэн-дзи

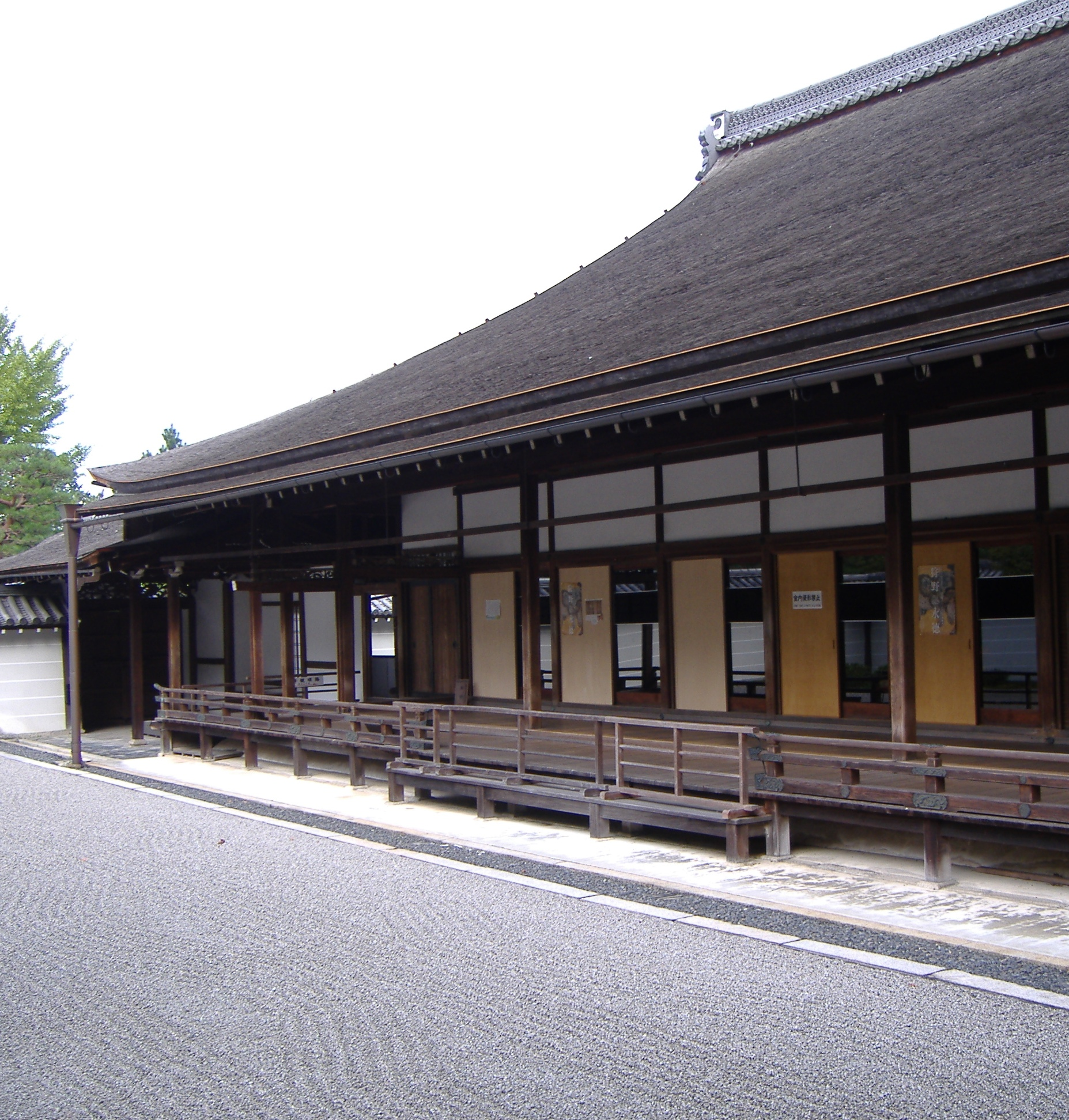
Павильон храма

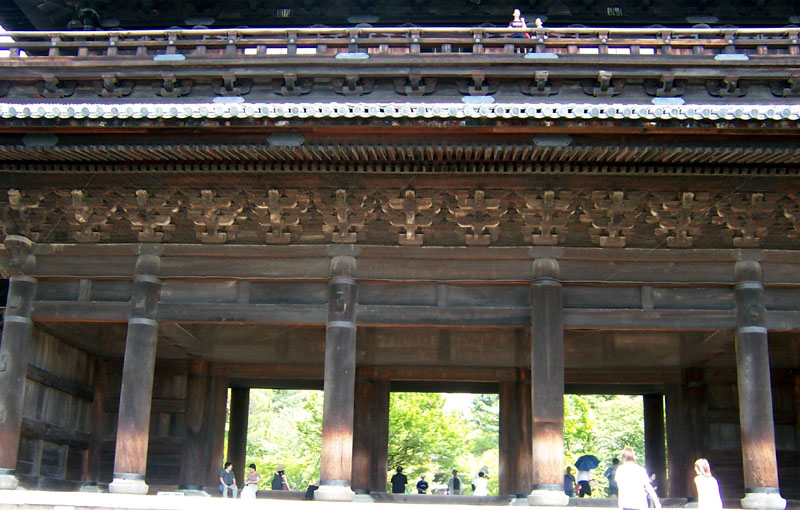
Главные ворота саммон

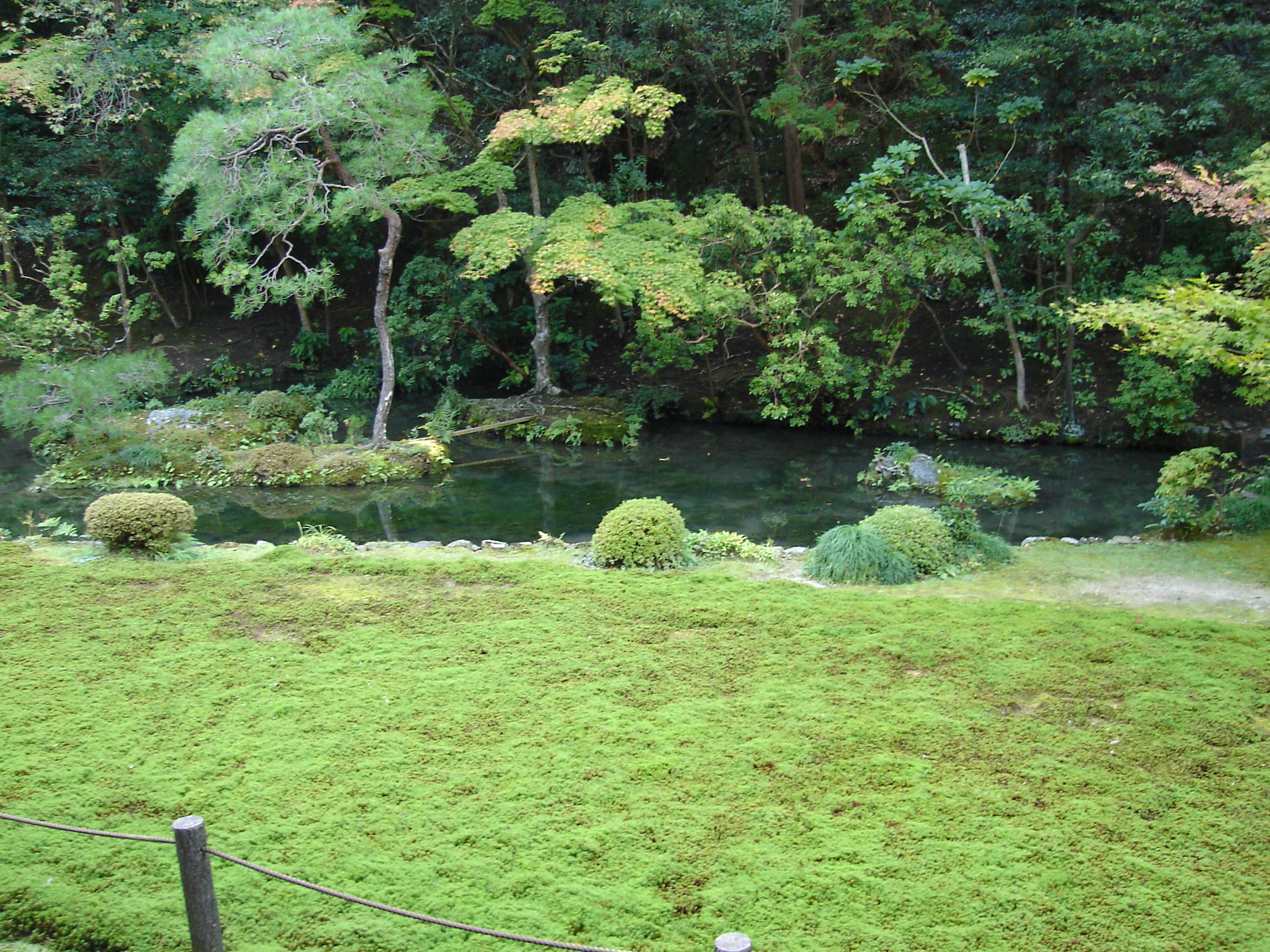
Дзэнский сад

Нандзэн-дзи (яп. 南禅寺) — храмовый комплекс и монастырь дзэн-буддийской школы Риндзай на востоке Киото в Японии. Храм основал в 1291 году император Камэяма на месте своего бывшего дворца. Нандзэн-дзи входит в число пяти крупнейших дзэнских храмов Киото. Этот храм является центральным для одноимённой подшколы Риндзай. В XV в. это был один из самых влиятельных и богатых монастырей в Японии.
К храму подходит массивный акведук, напоминающий римские водопроводы, который был построен в эпоху Мэйдзи.
В начале XIV века настоятелем монастыря был мастер из Китая Ишань Инин, сделавший монастырь центром распространения литературного движения годзан бунгаку.
Согласно легенде в этом храме был казнён легендарный японский герой-разбойник Исикава Гоэмон.

## Битва в Нандзэн-дзи
В 1937 году в храме состоялась историческая партия в сёги между мэйдзином Ёсио Кимурой и легендарным сёгистом Санкити Сакатой, ставшая известной под названием «битва в Нандзэн-дзи». Победителем стал Кимура, игравший чёрными. Каждому из игроков отводилось по 30 часов, партия длилась неделю.